# Claustrofobia
Claustrofobia ist ein niederländischer Horrorfilm aus dem Jahr 2011. Er erschien erstmals 2016 auf DVD.

## Handlung
Zwei kleine Kinder, ein Junge und Mädchen, spielen in einem verlassenen Krankenhaus. Als Mutprobe fordert das Mädchen den Jungen heraus, für zehn Sekunden in ein Leichenkühlhaus zu klettern. Als Belohnung darf er sie küssen. Der Junge tut dies, doch das Mädchen verschließt das Leichenkühlhaus und verlässt das Gelände. Hilfe schreiend bleibt der kleine Junge zurück.
Viele Jahre später studiert die junge Eva Tiermedizin in den Niederlanden zusammen mit ihrer besten Freundin Cynthia. Eva hat das Studium schon zwei Mal abgebrochen und befürchtet, es ein weiteres Mal tun zu müssen, da sie es nicht übers Herz bringt, ein Tier zu töten. Bei einem Experiment, wobei sie eine Ratte einschläfern soll, nimmt sie ihr Versuchstier heimlich mit und benennt ihn nach ihrem Exfreund Dino. Noch am gleichen Tag hat sie eine Wohnungsbesichtigung und trifft dabei auf den unhöflichen, perversen Vermieter Jaap, der sie nach ihrem Einzug durch den Türspion täglich beobachtet. 
Eva lernt Alex kennen, einen gleichaltrigen Nachbarn von ihr, der eine Wohnung unter ihr wohnt. Auf ihn treffen später Cynthia und sie, als sie in einer Disco feiern gehen. Alex lädt die beiden zu sich ein und bietet ihnen Wein an. Hierbei erzählt er unter anderem, dass er von Beruf Arzt ist. Nachdem Eva übel wird, verlässt sie die Wohnung und lässt die betrunkene Cynthia bei Alex zurück.
Als Eva aufwacht, findet sie sich plötzlich angekettet mit einer Handschelle am rechten Handgelenk in einem Keller wieder. Ein Mann mit einer Gasmaske als Tarnung bringt ihr Frühstück, antwortet aber auf ihre Fragen, wo sie denn sei, nicht. Eva versucht von da an mehrfach zu fliehen. Als sie es schafft, den geheimnisvollen Mann zu überwältigen und seine Maske abzunehmen stellt sich heraus, dass es sich dabei um Alex handelt.
Alex ist der Junge von damals, der drei Tage lang in dem Leichenkühlhaus gefangen war, ehe er befreit werden konnte. Seither leidet er an starker Schizophrenie und Klaustrophobie. 
Das kleine Mädchen von damals namens Lisa hält Alex in seiner Wohnung gefangen und bezeichnet sie immer als seine „feste Freundin“. Alex injiziert Lisa täglich Medikamente, sodass sie komplett gelähmt ist und nur die Augenlider bewegen kann. Das soll die Rache für sein erlittenes Trauma von früher sein. Das Medikament schädigt allerdings Lisas Niere, sodass er die von Eva herausoperiert und sie als sein eigenes Versuchskaninchen missbraucht.
Eva findet Cynthias Leiche, die vor ihrem Tod scheinbar versucht hat in den Keller einzubrechen. Auch schaltet sich ein Detektiv dazu, der nah an dem Fall dran ist und auch Alex als Täter beschuldigt, allerdings von ihm rechtzeitig erwürgt und in den Keller verfrachtet wird.
Eva schafft es schließlich, aus dem Keller zu fliehen, sperrt Alex darin ein und will ihn vergasen, bevor er sich mit einer Pistole in den Kopf schießt. Eva sagt der gefangenen Lisa, dass nun alles vorbei sei und verlässt die Wohnung.

## Kritiken
Im Lexikon des internationalen Films wird Claustrofobia als „quälender Thriller“ bezeichnet, der zu der „der nicht abebben wollenden Folterfilmwelle“ beitrage. „Immerhin“ habe der Drehbuchautor aber nicht nur über Foltermethoden, sondern auch „eine gewisse Substanz der Handlung“ nachgedacht.
Die Redaktion der Cinema gibt Claustrofobia einen waagerechten Daumen und urteilt, es handele sich um einen „holprig erzählten, banalen B-Schocker“, der aber „immerhin mit einigen Überraschungen aufwartet“.